# Olympische Winterspiele 2022/Curling

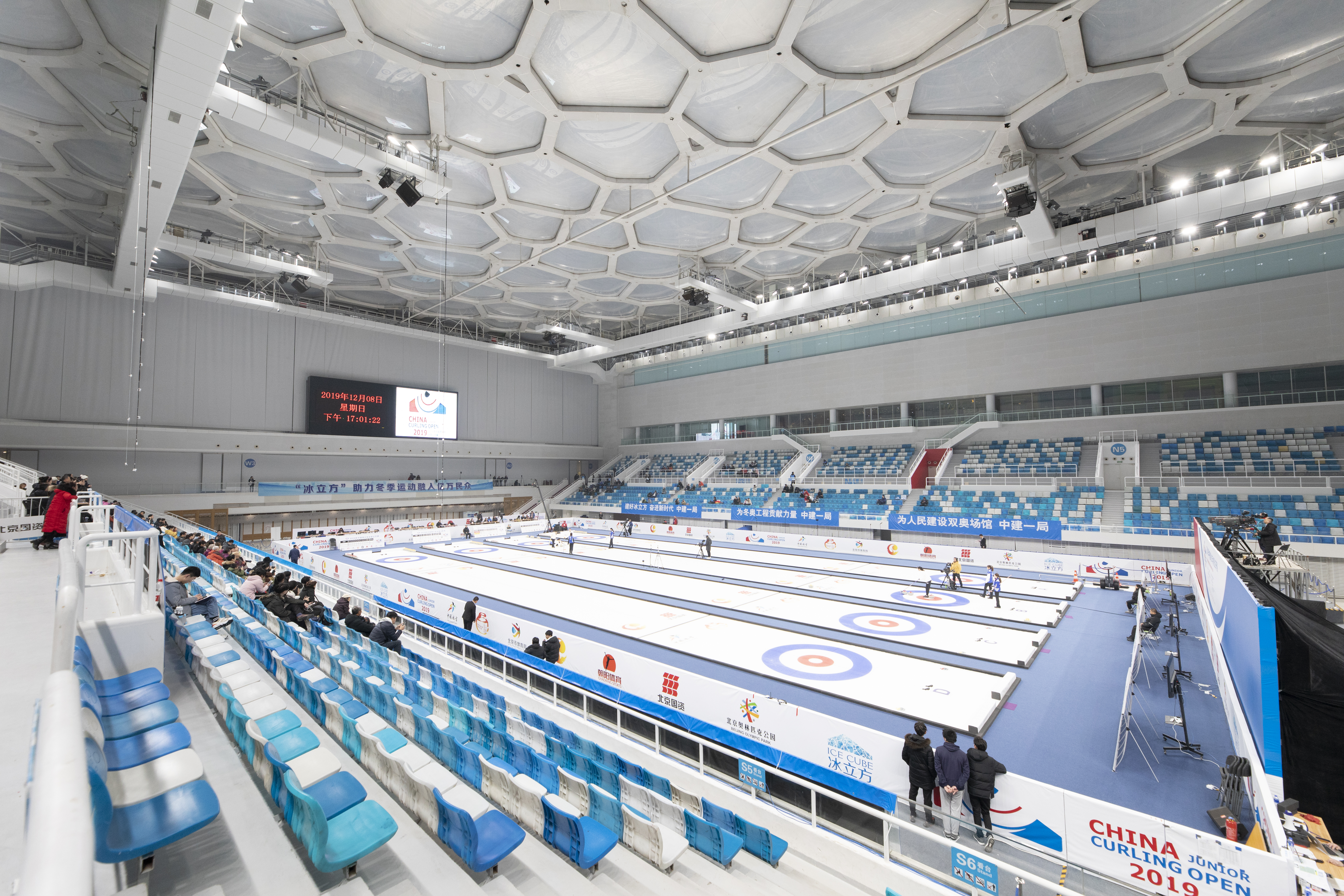
Das Nationale Schwimmzentrum als Curlinghalle

Bei den XXIV. Olympischen Winterspielen 2022 fanden drei Wettbewerbe im Curling statt. Neben dem Männer- und Frauenwettbewerb stand zum zweiten Mal auch das Mixed-Doubles-Turnier (gemischtes Doppel) auf dem Programm. Die Anzahl der dort teilnehmenden Teams wurde von acht auf zehn erhöht. Austragungsort war das Nationale Schwimmzentrum, das im Zuge der Olympischen Sommerspiele 2008 errichtet wurde und damals Schauplatz der Wettkämpfe im Schwimmsport, Wasserspringen sowie Synchronschwimmen war. Um die Austragung der Curlingwettkämpfe zu ermöglichen, wurden einige Umbaumaßnahmen vorgenommen. Im Dezember 2020 wurde die Sportstätte, die während der Spiele 2022 Ice Cube (Eiswürfel) genannt wurde, als erste fertiggestellt.

## Bilanz

### Medaillenspiegel
| Platz  | Land           | Gold | Silber | Bronze | Gesamt |
| ------ | -------------- | ---- | ------ | ------ | ------ |
| 1      | Großbritannien | 1    | 1      | –      | 2      |
| 2      | Schweden       | 1    | –      | 2      | 3      |
| 3      | Italien        | 1    | –      | –      | 1      |
| 4      | Japan          | –    | 1      | –      | 1      |
| 4      | Norwegen       | –    | 1      | –      | 1      |
| 6      | Kanada         | –    | –      | 1      | 1      |
| Gesamt | Gesamt         | 3    | 3      | 3      | 9      |

### Medaillengewinner
| Disziplin     | Gold                                                                                  | Silber                                                                               | Bronze                                                                               |
| ------------- | ------------------------------------------------------------------------------------- | ------------------------------------------------------------------------------------ | ------------------------------------------------------------------------------------ |
| Frauen        | GroßbritannienEve Muirhead Vicky Wright Jennifer Dodds Hailey Duff Mili Smith         | JapanSatsuki Fujisawa Chinami Yoshida Yūmi Suzuki Yurika Yoshida Kotomi Ishizaki     | SchwedenAnna Hasselborg Sara McManus Agnes Knochenhauer Sofia Mabergs Johanna Heldin |
| Männer        | SchwedenNiklas Edin Oskar Eriksson Rasmus Wranå Christoffer Sundgren Daniel Magnusson | GroßbritannienBruce Mouat Grant Hardie Bobby Lammie Hammy McMillan junior Ross Whyte | KanadaBrad Gushue Mark Nichols Brett Gallant Geoff Walker Marc Kennedy               |
| Mixed Doubles | ItalienStefania Constantini Amos Mosaner                                              | NorwegenKristin Skaslien Magnus Nedregotten                                          | SchwedenAlmida de Val Oskar Eriksson                                                 |

## Qualifikation
Qualifikationsplätze wurden von den einzelnen Teams errungen, allerdings nur für das jeweilige NOK. Ob das entsprechende Team letztendlich auch für die Olympischen Winterspiele nominiert wurde, entschied das NOK. Ursprünglich war geplant, dass die einzelnen Nationen Punkte im Rahmen der Weltmeisterschaften 2020 und 2021 Punkte sammeln, anhand derer sie sich qualifizieren konnten. Aufgrund der COVID-19-Pandemie wurden jedoch die Weltmeisterschaften 2020 für Frauen und Männer, sowie im Mixed abgesagt, weshalb auch der Qualifikationsmodus angepasst wurde. Die Qualifikation hing nun größtenteils vom Ergebnis bei den jeweiligen Weltmeisterschaften ab. Hinzu kam die Möglichkeit, sich noch über ein olympisches Qualifikationsturnier die Teilnahme zu sichern.
| Nation             | Männer | Frauen | Mixed | Gesamt       | Gesamt   |
| Nation             | Männer | Frauen | Mixed | Quotenplätze | Athleten |
| ------------------ | ------ | ------ | ----- | ------------ | -------- |
| Australien         |        |        | X     | 1            | 2        |
| China              | X      | X      | X     | 3            | 12       |
| Dänemark           | X      | X      |       | 2            | 10       |
| Großbritannien     | X      | X      | X     | 3            | 12       |
| Italien            | X      |        | X     | 2            | 7        |
| Japan              |        | X      |       | 1            | 5        |
| Kanada             | X      | X      | X     | 3            | 12       |
| Norwegen           | X      |        | X     | 2            | 7        |
| ROC                | X      | X      |       | 2            | 10       |
| Schweden           | X      | X      | X     | 3            | 12       |
| Schweiz            | X      | X      | X     | 3            | 12       |
| Südkorea           |        | X      |       | 1            | 5        |
| Tschechien         |        |        | X     | 1            | 2        |
| Vereinigte Staaten | X      | X      | X     | 3            | 12       |
| Gesamt: 14 NOKs    | 10     | 10     | 10    | 30           | 120      |

## Zeitplan
| Zeitplan Curling | Zeitplan Curling | Zeitplan Curling | Zeitplan Curling | Zeitplan Curling | Zeitplan Curling | Zeitplan Curling | Zeitplan Curling | Zeitplan Curling | Zeitplan Curling | Zeitplan Curling | Zeitplan Curling | Zeitplan Curling | Zeitplan Curling | Zeitplan Curling | Zeitplan Curling | Zeitplan Curling | Zeitplan Curling | Zeitplan Curling |
| Wettbewerbe      | Februar 2022     | Februar 2022     | Februar 2022     | Februar 2022     | Februar 2022     | Februar 2022     | Februar 2022     | Februar 2022     | Februar 2022     | Februar 2022     | Februar 2022     | Februar 2022     | Februar 2022     | Februar 2022     | Februar 2022     | Februar 2022     | Februar 2022     | Februar 2022     |
| Wettbewerbe      | 2.               | 3.               | 4.               | 5.               | 6.               | 7.               | 8.               | 9.               | 10.              | 12.              | 13.              | 14.              | 15.              | 16.              | 17.              | 18.              | 19.              | 20.              |
| ---------------- | ---------------- | ---------------- | ---------------- | ---------------- | ---------------- | ---------------- | ---------------- | ---------------- | ---------------- | ---------------- | ---------------- | ---------------- | ---------------- | ---------------- | ---------------- | ---------------- | ---------------- | ---------------- |
| Männer           |                  |                  |                  |                  |                  |                  |                  | RR               | RR               | RR               | RR               | RR               | RR               | RR               | RR/HF            |                  |                  |                  |
| Frauen           |                  |                  |                  |                  |                  |                  |                  |                  | RR               | RR               | RR               | RR               | RR               | RR               | RR/HF            |                  |                  |                  |
| Mixed Doubles    | RR               | RR               | RR               | RR               | RR               | RR/HF            |                  |                  |                  |                  |                  |                  |                  |                  |                  |                  |                  |                  |
| Entscheidungen   | 0                | 0                | 0                | 0                | 0                | 0                | 1                | 0                | 0                | 0                | 0                | 0                | 0                | 0                | 0                | 1                | 2                | 1                |

| RR | Round Robin | HF | Halbfinale |  | Medaillenentscheidung |

## Männer

### Teams
| Land               | Verein                    | Skip            | Third          | Second            | Lead                  | Ersatz             |
| ------------------ | ------------------------- | --------------- | -------------- | ----------------- | --------------------- | ------------------ |
| China              | Harbin CC, Harbin         | Ma Xiuyue       | Zou Qiang      | Wang Zhiyu        | Xu Jingtao            | Jiang Dongxu       |
| Dänemark           | Hvidovre CC, Hvidovre     | Mikkel Krause   | Mads Nørgård   | Henrik Holtermann | Kasper Wiksten        | Tobias Thune       |
| Großbritannien     | Gogar Park CC, Edinburgh  | Bruce Mouat     | Grant Hardie   | Bobby Lammie      | Hammy McMillan junior | Ross Whyte         |
| Kanada             | St. John’s CC, St. John’s | Brad Gushue     | Mark Nichols   | Brett Gallant     | Geoff Walker          | Marc Kennedy       |
| Italien            | SC Pinerolo, Pinerolo     | Joël Retornaz   | Amos Mosaner   | Sebastiano Arman  | Simone Gonin          | Mattia Giovanella  |
| Norwegen           | Oppdal CK, Oppdal         | Steffen Walstad | Torger Nergård | Markus Høiberg    | Magnus Vågberg        | Magnus Nedregotten |
| ROC                | Ice Cube CC, Sotschi      | Sergei Gluchow  | Jewgeni Klimow | Dmitri Mironow    | Anton Kalalb          | Daniil Gorjatschew |
| Schweden           | Karlstads CK, Karlstad    | Niklas Edin     | Oskar Eriksson | Rasmus Wranå      | Christoffer Sundgren  | Daniel Magnusson   |
| Schweiz            | CC Genève, Genf           | Peter de Cruz   | Benoît Schwarz | Sven Michel       | Valentin Tanner       | Pablo Lachat       |
| Vereinigte Staaten | Duluth CC, Duluth         | John Shuster    | Chris Plys     | Matt Hamilton     | John Landsteiner      | Colin Hufman       |

### Endstand
| Platz | Team               |
| ----- | ------------------ |
| 1     | Schweden           |
| 2     | Großbritannien     |
| 3     | Kanada             |
| 4     | Vereinigte Staaten |
| 5     | China              |
| 6     | Norwegen           |
| 7     | Schweiz            |
| 8     | ROC                |
| 9     | Italien            |
| 10    | Dänemark           |

## Frauen

### Teams
| Land               | Verein                       | Skip              | Third            | Second                | Lead               | Ersatz          |
| ------------------ | ---------------------------- | ----------------- | ---------------- | --------------------- | ------------------ | --------------- |
| China              | Harbin CC, Harbin            | Han Yu            | Wang Rui         | Dong Ziqi             | Zhang Lijun        | Jiang Xindi     |
| Dänemark           | Hvidovre CC, Hvidovre        | Madeleine Dupont  | Mathilde Halse   | Denise Dupont         | My Larsen          | Jasmin Lander   |
| Großbritannien     | Dunkeld CC, Pitlochry        | Eve Muirhead      | Vicky Wright     | Jennifer Dodds        | Hailey Duff        | Mili Smith      |
| Japan              | Loco Solare CC, Kitami       | Satsuki Fujisawa  | Chinami Yoshida  | Yūmi Suzuki           | Yurika Yoshida     | Kotomi Ishizaki |
| Kanada             | St. Vital CC, Winnipeg       | Jennifer Jones    | Kaitlyn Lawes    | Jocelyn Peterman      | Dawn McEwen        | Lisa Weagle     |
| ROC                | Adamant CC, Sankt Petersburg | Alina Kowaljowa   | Julija Portunowa | Galina Arsenkina      | Jekaterina Kusmina | Marija Komarowa |
| Schweden           | Sundbybergs CK, Sundbyberg   | Anna Hasselborg   | Sara McManus     | Agnes Knochenhauer    | Sofia Mabergs      | Johanna Heldin  |
| Schweiz            | CC Aarau, Aarau              | Silvana Tirinzoni | Alina Pätz       | Esther Neuenschwander | Melanie Barbezat   | Carole Howald   |
| Südkorea           | Gangneung CC, Gangneung      | Kim Eun-jung      | Kim Kyeong-ae    | Kim Cho-hi            | Kim Seon-yeong     | Kim Yeong-mi    |
| Vereinigte Staaten | St. Paul CC, Saint Paul      | Tabitha Peterson  | Nina Roth        | Becca Hamilton        | Tara Peterson      | Aileen Geving   |

### Endstand
| Platz | Team               |
| ----- | ------------------ |
| 1     | Großbritannien     |
| 2     | Japan              |
| 3     | Schweden           |
| 4     | Schweiz            |
| 5     | Kanada             |
| 6     | Vereinigte Staaten |
| 7     | China              |
| 8     | Südkorea           |
| 9     | Dänemark           |
| 10    | ROC                |

## Mixed Doubles

### Teams
| Land               | Spielerin            | Spieler            |
| ------------------ | -------------------- | ------------------ |
| Australien         | Tahli Gill           | Dean Hewitt        |
| China              | Fan Suyuan           | Ling Zhi           |
| Großbritannien     | Jennifer Dodds       | Bruce Mouat        |
| Italien            | Stefania Constantini | Amos Mosaner       |
| Kanada             | Rachel Homan         | John Morris        |
| Norwegen           | Kristin Skaslien     | Magnus Nedregotten |
| Schweden           | Almida de Val        | Oskar Eriksson     |
| Schweiz            | Jenny Perret         | Martin Rios        |
| Tschechien         | Zuzana Paulová       | Tomáš Paul         |
| Vereinigte Staaten | Vicky Persinger      | Chris Plys         |

### Endstand
| Platz | Team               |
| ----- | ------------------ |
| 1     | Italien            |
| 2     | Norwegen           |
| 3     | Schweden           |
| 4     | Großbritannien     |
| 5     | Kanada             |
| 6     | Tschechien         |
| 7     | Schweiz            |
| 8     | Vereinigte Staaten |
| 9     | China              |
| 10    | Australien         |

## Besonderes Vorkommnis
Im Laufe der Entscheidung des Wettbewerbs Mixed Doubles wurde Tahli Gill, die Teilnehmerin des australischen Teams, positiv auf das Corona-Virus getestet. Nachdem sie zunächst in einem Quarantäne-Hotel isoliert worden war, durfte sie dank eines niedrigen Ct-Wertes von unter 35, der für die Olympischen Spiele 2022 als Grenzwert festgelegt worden war, dennoch in den beiden letzten Vorrundenpartien antreten. Gill und ihr Partner Dean Hewitt gewannen die letzten beiden Vorrundenbegegnungen nach zuvor sieben Niederlagen im Turnier (9:6 gegen die Schweiz und 10:8 gegen das Duo aus Kanada). Alle beteiligten Teams schieden nach der Vorrunde aus.